# PG Roxette
PG Roxette (также иногда Per Gessle’s Roxette) — шведская музыкальная поп-группа, основанная Пером Гессле. Солистами группы Roxette всегда были Пер Гессле и Мари Фредрикссон. После кончины Фредрикссон в декабре 2019 года Гессле заявил, что не хочет менять вокалистку в группе и выступать под именем Roxette с кем-то другим. Намереваясь, тем не менее, продолжать работать с другими музыкантами группы, а также исполнять песни коллектива и после 2019 года, было решено изменить название группы на «Per Gessle’s Roxette» или, сокращённо, PG Roxette. Двумя солистками, приглашёнными в PG Roxette, стали Хелена Юсефссон и Деа Нурберг, которые на протяжении многих лет были бэк-вокалистками в оригинальной группе.

## История
В сентябре 2002 года коллеге Пера Гессле по группе Roxette Мари Фредрикссон был поставлен диагноз «рак мозга» и проведена операция по удалению опухоли. Деятельность группы Roxette, начавшаяся летом 1986, года прекратилась. Гессле занялся сольными проектами, выпустив альбомы «Mazarin» (2003), «Son of a Plumber» (2006) и другие. В 2009 году во время гастрольного тура в поддержку альбома «Party Crasher» Фредрикссон присоединилась к нему на двух концертах и вскоре после этого смогла вернуться на сцену. Тем не менее в апреле 2016 года певица объявила о том, что полностью прекращает концертную деятельность по настоянию врачей. В декабре 2019 года она скончалась.
Гессле неоднократно заявлял, что группа Roxette состоит исключительно из Мари Фредрикссон и его самого. При этом заменить безвременно ушедшую коллегу на другую солистку невозможно. Выпустив в 2018 года англоязычный альбом «Small Town Talk», Гессле решил отправиться в гастрольный тур по Европе. Неожиданно для поклонников и в отличие от тура «Party Crasher» (2009), музыкант назвал группу музыкантов «PG Roxette» (Per Gessle’s Roxette), подразумевая, что будет исполнять на концертах не только песни из своего сольного репертуара, но и композиции группы Roxette. Первый концерт группа дала 7 октября 2018 года на арене «Forum Karlín» в Праге, Чехия.
В сентябре 2021 года PG Roxette выпустили сингл на песню «Nothing Else Matters» для проекта «The Metallica Blacklist». Группа стала одной из 53 других исполнителей и коллективов, записавших свои каверы песен Metallica из альбома «The Black Album» (1991) в честь его тридцатилетия.
В марте 2022 года Пер Гессле объявил, что PG Roxette выпустит англоязычный альбом в сентябре 2022 года. Планировавшийся ранее к выходу в мае, первый сингл из этого альбома, «The Loneliest Girl In The World», вышел 3 июня 2022 года. В поддержку альбома группа планирует отправиться в европейский гастрольный тур.
В июне 2022 года в шведской газете «Göteborgs-Posten» вышло интервью с Пером Гессле, в котором он рассказал, что Roxette занимает 30 лет его жизни, поэтому было бы странно, если бы он не захотел продолжить заниматься этим проектом. Важно также отметить, по словам самого музыканта, что проект не ставит своей целью заменить Мари Фредрикссон, потому что это просто невозможно. Кроме того, в декабре 2020 года скончался ударник Roxette Пелле Альсинг. Заменить его тоже не представляется возможным, и партии ударных для дебютного альбома PG Roxette записаны с использованием драм-машины. Во время гастрольного тура Гессле понял, насколько по-новому звучат песни, например, Gyllene Tider, выпущенные в начале 1980-х. Ему было бы комфортнее устроить гастрольный тур в поддержку дебютного альбома PG Roxette «не на хоккейных аренах, а в театрах, в более интимной обстановке».
25 ноября 2022 года вышел рождественский сингл группы «Wish You The Best For Xmas» на 7" виниле. В качестве би-сайда на нём записана песня «Wishing On The Same Christmas Star». Сингл вышел на красном виниле ограниченном тиражом 7000 экземпляров. Цифровой релиз состоялся на неделю раньше, 18 ноября.
В марте 2023 года в интервью порталу «The Daily Roxette», посвящённому предстоящему гастрольному туру Gyllene Tider, Гессле впервые заявил, что в апреле этого же года выйдет новый мини-альбом PG Roxette. Он будет называться «Incognito EP» и содержать заглавную песню, ремикс на неё и две новые песни. Трек «Incognito» был написан Пером Гессле в соавторстве с Джиороджио Тюинфортом (со-автор песни PG Roxette «You Hurt The One You Love The Most») и Давидом Геттой. Ремикс на заглавную композицию создали музыканты из Умео Андреас Бробергер (швед. Andreas Broberger) и Антон Экстрём (швед. Anton Ekström).
Слегка переписанная и переработанная песня «The Craziest Thing» из дебютного альбома группы «Pop-Up Dynamo!» (2022) готовится к выходу в качестве отдельного сингла 18 августа 2023 года. Сингл «The Craziest Thing (Lost Boy Remix)» станет официальной песней чемпионата Европы по настольному теннису, который пройдёт в Мальмё 10-17 сентября 2023 года. Сингл будет выпущен в цифровом формате и ограниченным тиражом на 7" виниле. В качестве би-сайда будет выпущена новая песня «Just Perfect». Автором заглавной песни является Пер Гессле и Eddie Jonsson. В 2018 году Гессле написал песню для проходившего в его родном Хальмстаде Чемпионат мира по настольному теннису.
18 декабря 2023 года Пер Гессле объявил на своей официальной странице в социальной сети Facebook о том, что 21 декабря того же года выйдет живой альбом с аудиозаписью концерта из тура PG Roxette 2018 года (выступление в Гётеборге, 16 ноября 2018 года). Весь живой альбом смонтировал гитарист Gyllene Tider и школьный друг Гессле Матс МП Перссон. Этот концерт ранее был выпущен на DVD вместе с небольшой книгой «Per Gessle’s Roxette — Quotes + Pics Around Europe in 2018» ограниченным тиражом в 1000 экземпляров — тогда его монтировал звукорежиссёр Алар Суурна (Alar Suurna), с которым Гессле сотрудничал много лет, а том числе в составе Roxette. Согласно опубликованной фотографии альбом получит название «Per Gessle Live Europe 2018» (альбом выпускается под именем Пера Гессле, несмотря на то, что это концерт группы PG Roxette). Выход альбома задержался на сутки — по факту альбом был выпущен 22 декабря 2023 года.

## Музыканты
Принципиально Гессле продолжает сотрудничать с музыкантами, с которыми играл вместе и записывал свои сольные альбомы в течение последних 20 лет. Некоторые музыканты принимали участие в европейских гастролях 2018 года. Другие, как, например, Юнас Исакссон, записывали альбом группы в студии.
- Пер Гессле — вокал, гитара
- Деа Нурберг — вокал, бэк-вокал[14]
- Кларенс Эверман — клавишные[15]
- Магнус Бёрьесон — бас-гитара, бэк-вокал[15]
- Кристофер Лундквист — гитара, электро-гитара, бэк-вокал[15]
- Юнас Исакссон — гитара[15]

### Бывшие участники
- Хелена Юсефссон — вокал, бэк-вокал, перкуссия[14] 20 марта 2024 года Юсефссон объявила о прекращении сотрудничества с Пером Гессле.

## Дискография

### Альбомы
- Pop-Up Dynamo! (28 октября 2022 года)

### Мини-альбомы
- Incognito EP (28 апреля 2023 года) — цифровой + 7" винил

### Синглы
- «Nothing Else Matters» (2021)
- «The Loneliest Girl In The World» (3 июня 2022 года)
- The Loneliest Girl In The World (Remix) EP (15 июля 2022 года) — цифровой
- Walking On Air EP (23 сентября 2022 года) — цифровой
- «My Chosen One» (feat. Léon) (24 октября 2022 года)
- «Wish You the Best for Xmas» (18 и 25 ноября 2022 года) — цифровой + 7" красный винил
- «Headphones On» (13 января 2023)
- «The Craziest Thing (Lost Boy Remix)» (18 августа 2023 года) — цифровой + 7" винил

### Концертные альбомы
- Per Gessle’s Roxette — Quotes + Pics Around Europe in 2018 (2018)

Книга форматом 17х17 см включает в себя 144 страницы с фотографиями, сделанными шведским фотографом Андреасом Роосом во время гастрольного тура, а также DVD с видеозаписью концерта группы в Гётеборге, Швеция (16 ноября 2018 года). Помимо фотографий в книгу включено интервью с Пером Гессле и другими членами группы. Издание было выпущено тиражом 1000 экземпляров, каждый из которых промаркирован «№ / 1000». Еще некоторое количество книг было напечатано для представителей звукозаписывающих компаний, друзей музыкантов и проч. — они промаркированы «XXX/1000».
- Per Gessle Live Europe 2018 (22 декабря 2023 года)

Только цифровой релиз. Музыкальный альбом с записью концерта из Гётеборга, 16 ноября 2018 года. Это тот же самый концерт, выпущенный на DVD в издании «Per Gessle’s Roxette — Quotes + Pics Around Europe in 2018» (2018). Однако, DVD микшировал Алар Суурна, а данный аудио-альбом микшировал Матс МП Перссон.

## Видеография
- Nothing Else Matters (2021, реж. Anders Roos)[16]
- The Loneliest Girl In The World (2022, реж. Fredrik Etoall)[17]

## Отзывы критиков
- Крупнейший в мире журнал о музыке в жанре метал, «Metal Hammer» публикует обзор всех групп, записавших каверы на песни Metallica для проекта «The Metallica Blacklist[англ.]». Работу PG Roxette ставят на 34 место из 53. Обозреватель портала Ричард Хе отмечает, что кавер посвящён почившей Мари Фредрикссон, и продолжает: «Сочетая фортепиано из сборника рассказов и насыщенные синтезаторы, это не просто кавер-версия, а совершенно нежное, как свеча на ветру воспоминание о действительно культовой певице.»[18].
- Шведская газета «Aftonbladet» публикует рецензию на альбом «The Metallica blacklist» и оценивает его на 2 из 5. Про кавер исполненный PG Roxette музыкальный критик Хокан Стин пишет: «успешно извлекает как можно больше поп-музыки из самой чистой попытки Metallica получить хит»[19].
- Испаноязычный музыкальный обозреватель критик Оди О’майлли (Odi O’Malley) отмечает, что «PG Roxette — худшее название для группы с тех пор, как три участницы Spice Girls попытались воссоединиться в 2015 году под названием „Spice Girls GEM“». По его мнению у девушек «хватило совести вовремя прекратить» эту историю после выхода всего одной песни «Song For Her», в то время как Гессле выпустил целый альбом, даже не смотря на то, что он стал № 2 в Швеции, но продержался в чартах всего 15 дней[20].